# Triconinfa
Triconinfa é um protozoário que vive em relação mutualística no intestino de cupins, baratas e outros insetos digerindo a celulose e transformando-a em glicose, que tanto o protozoário quanto o inseto usam como fonte de energia.